# Entreprise point com
Une entreprise point com (ou une point com, en anglais dot com) est une entreprise qui réalise la plupart de ses bénéfices sur internet grâce à un site web appartenant le plus souvent au domaine de premier niveau .com.
Au moment du développement commercial d'Internet, dans les années 1995 à 2000, une entreprise qui se lançait sur ce créneau était souvent une entreprise nouvelle, une startup, que l'on a donc souvent assimilé à ces dot com.
Par opposition à ces « startups dot com », on a souvent parlé d'entreprise point corp ou dot corp, c'est-à-dire une entreprise traditionnelle utilisant Internet pour ses activités commerciales et de communication institutionnelle.
Par la suite le vocabulaire s'est également enrichi de :
- brick and mortar, pour désigner une entreprise traditionnelle vendant uniquement sur des lieux de vente « physiques »
- bricks and clicks, pour désigner une entreprise vendant aussi sur Internet.